# 大腎葉狸藻
大腎葉狸藻（學名：Utricularia reniformis），又称肾形狸藻，為狸藻屬多年生大型陸生食虫植物。其种加词“reniformis”来源于拉丁文“renes”，意为“肾形”，指其肾形的叶片。肾形狸藻为巴西特有種。1830年，奥古斯丁·圣-希莱尔正式描述了肾形狸藻。其常陆生于潮湿草原，偶尔可附生于某些鳳梨科植物充滿雨水的葉腋內，海拔分布范围为750米至南部的1900米，北部的2500米。花期為10月至翌年3月。

## 外部連結
- 食虫植物照片搜寻引擎中肾形狸藻的照片（页面存档备份，存于）

 维基共享资源上的相關多媒體資源：肾形狸藻
 維基物種上的相關：肾形狸藻